# Lorenz Rhodomann
Lorenz Rosemann ou Lorenz Rhodomann ou Laurentz Rhodemann (1546-1606) est un écrivain et philologue allemand, qui fut historien, théologien évangélique, poète, professeur d’université et de lycée.

## Biographie
Né le 5 août 1546 à Niedersachswerfen, en Saxe, il est le fils d'un ouvrier, Valentin Rosemann, mort prématurément de la peste alors que Lorenz étudiait encore à l'école de son village. Son professeur envoie l’orphelin à l'école de la ville de Stolberg (Harz) pour qu'il puisse bénéficier de l’enseignement de qualité dispensé par Johann Spangenberg (de). Cette nouvelle école lui permet de faire partie d'une chorale et d'assister à des cours de latin. Lorenz Rosemann, motivé par sa soif de connaissance, fréquentera dès lors différentes écoles : en 1557 celle de Nordhausen et en 1561 celle de Magdebourg.
En 1562, il est admis à l'école de l'abbaye d'Ilfeld, qui avait à cette époque rang d'université, et devient l'élève favori de Michael Neander (1525-1595). C'est grâce à ce professeur qu'il développe des compétences linguistiques et littéraires, dans le but d'enseigner à ses côtés plus tard. Il sera néanmoins contraint de retourner une courte période dans sa ville natale pour aider sa mère, qui vient de perdre son deuxième mari. Rosemann exercera le métier de professeur d'école. Une fois sa mère remariée, il retourne à Ilfeld, ce qui lui permet de parfaire ses talents littéraires et d'obtenir une excellente réputation de poète.
Manquant de ressources pour rester à Ilfeld, il se fait professeur particulier en 1568, et travaille dans plusieurs maisons nobles et même, plus tard, à la Cour du duc Othon II de Brunswick-Harbourg.
Ce travail lui permet de gagner assez d'argent pour étudier à l'Université de Rostock en 1571. Le 8 mai de la même année, Rosemann reçoit son doctorat en sciences philosophiques et prend le poste de directeur à Schwerin que lui propose David Chytraeus, professeur de Rostock et l’un des plus influents théologiens de son époque.
Un an plus tard, il est nommé directeur de l'école Saint-Michel de Lunebourg (de), où il restera douze ans, y développant son talent de poète et rédigeant de grandes œuvres savantes.
En 1584, il devient le directeur et pasteur de l'école latine de l’Abbaye de Walkenried. En 1592, il devient professeur de grec à l’Iéna.
Rosemann est en 1592 couronné « Poeta laureatus » par Paul Melissus et Friedrich Taubmann (de), recevant pour l’occasion un blason à trois roses, type de poème à la mode au XVIe siècle.
En 1598, il devient directeur du lycée de Stralsund.
Grâce à son réseau d'amis il est recommandé à la cour de Saxe en 1601 et enseigne en 1602 comme professeur d'histoire, doyen de la faculté philosophique et vice-recteur de l'université de Wittemberg. Ce dernier poste lui donne l'occasion de compléter sa grande traduction gréco-latine de Diodore de Sicile, ainsi que d'achever ses études approfondies sur les poèmes grecs. Ses devoirs académiques consistaient à faire des cours sur Justin de Naplouse, sur l'histoire de l'Église, sur les vies d’Oswald Schlee (de) et de Philippe Mélanchthon, théologiens luthériens.
Rosemann, qui avait également été doyen de la faculté philosophique en 1602, s'était remarié à Wittemberg après la mort de sa première femme le 7 août 1604. L'année suivante il tombe malade et meurt le 6 janvier 1606.

## Œuvre
Rosemann a laissé un travail considérable, des traductions latines ainsi que des traductions grecques. Celle de Diodore de Sicile s’intitule Diodori Siculi bibliothecae historicae libri qui supersunt, elle est parue en 1559 et contient deux volumes avec des fragments publiés par Fulvio Orsini en 1582 sous le titre de Ex libris Polybii selecta de legationibus et alia Fragmenta ex historiis quae non extant Dionysii Haliacarnassei, Diodori Siculi, d’autres éditions ayant été faites plus tard.
Celle de Hannon fournit un texte de géographie dû à Hannon et traduit par Lorenz Rhodomann, mais aussi de nombreux textes de diverses géographes grecs et arabes comme Isidore de Charax ou Agatharchide de Cnide et s'intitule Geographiæ veteris scriptores Græci minores.
Celle de Quintus de Smyrne, Opus aureum et scholasticum, comporte trois parties, et l'on peut retrouver le nom de Rhodomann dans le titre de la dernière partie : « Id est Cointi Smyrnæi Ilii excidii libri duo. Reditus Græcorum, capta Troja, liber unus ; expositi olim in schola Ilfeldensi et editi nunc studio, industria et labore Laurentii Rhodomanni ».
Rosemann a écrit un recueil de dix opuscules dont les trois premiers sont intitulés De studio artis medicæ, De grammatica linguæ ebreæ et De Musica. En 1589, pendant qu'il exerce à Walkenried, Rhodemann publie son grand livre Palæstina, qui traite en grec de la « Sainte histoire de la conquête de Constantinople par les Turcs ».
Il a aussi écrit plusieurs poésies grecques et latines, dont Argonautica, un recueil de poèmes publié par Michael Neander contenant Thēbaika, sive Bellum Thebanum ad Thebas Boeoticas debellatum de regno Oedipi Thebani, dont le titre courant est Thebaica ou encore Trōika, sive Historia integra belli Troiani, dont le titre courant est Troica. Chaque poème est accompagné d'introduction en prose latine. Enfin, il écrivit en hexamètres grecs une Vie de Luther (Lutherus, sive Expositio simplex vitae, doctrinæ catecheticæ et certaminum Lutheri, carmine græco heroico exposita, et interpretatione latina, 1579) et une histoire sacrée (Historia Ecclesiæ, sive populi Dei, politiæ ejusdem rerum præcipuarum, carmine græco conscripta, 1581). Le poème Ilfelda hercynica est écrit en 1582, composé de 439 versets en latin et en grec, et pour sa part accompagné de pièces liminaires et de lettres d’amis intellectuels.
Sa production poétique lui valut le surnom honorifique d’« Homère chrétien ».

## Sources
- Marie-Nicolas Bouillet  et Alexis Chassang (dir.), « Lorenz Rhodomann » dans Dictionnaire universel d’histoire et de géographie, 1878 (lire sur Wikisource)

- (de) Cet article est partiellement ou en totalité issu de l’article de Wikipédia en allemand intitulé « Lorenz Rhodomann » (voir la liste des auteurs).